# Lukáš Čmelík
Lukáš Čmelík (Žilina, 13 aprile 1996) è un calciatore slovacco, attaccante dell'Hradec Králové.